# Juan Carrasco
Pour les articles homonymes, voir Carrasco.
Juan Carrasco était un officier de la marine espagnole et un explorateur. Il est connu pour avoir participé à l'exploration espagnole des côtes du Nord-Ouest Pacifique à la fin du XVIIIe siècle. En 1791, il sera le bras droit de José María Narváez durant son voyage d'exploration, le premier voyage européen à passer par le détroit de Géorgie.

## Biographie
Peu de choses sont connues concernant les premières années de sa vie. Il étudie à l'académie de San Telmo en Espagne entre 1775 et 1780. Il sert sous le commandement de Francisco Antonio Mourelle aux Philippines et part dans le Nord-Ouest Pacifique dès 1784.
En 1790, Carrasco est le pilote du navire Princesa Real sous le commandement de Manuel Quimper. Il est dépêché par Francisco de Eliza au poste avancé espagnol de la baie de Nootka et reçoit l'ordre d'explorer le détroit de Juan de Fuca. Ils visiteront le Snooke Basin, une baie de l'île de Vancouver. Il se dirige ensuite jusque Esquimalt.
Il explore également le Dungeness Spit puis l'Admiralty Inlet, l'entrée du Puget Sound. L'île Protection Island sera nommée à l'époque par les espagnols Isla de Carrasco. Durant son voyage, il réalise plusieurs cérémonies pour proclamer que les zones appartiennent à la couronne espagnole. Ils repartent ensuite jusque  Monterey (Californie) où ils arrivent le 1er septembre 1790.
En 1791, il repart dans la baie de Nootka sous le commandement du lieutenant Francisco de Eliza. L'expédition dispose de deux bateaux. Le San Carlos est commandé par Eliza tandis que le plus petit Santa Saturnina est piloté par Carrasco sous la direction de José María Narváez. Par la suite, il deviendra le commandant de ce navire.
Le navire visitera la baie Boca de Carrasco, aujourd'hui Barkley Sound.